# Камбек, Лев Логинович
Лев Логгинович Камбек (20 февраля [4 марта] 1822, Рига — не ранее 1866 и не позднее 1871, Санкт-Петербург) — русский публицист, издатель. Сын Л. Ф. Камбека.

## Биография
Из дворян. Сын юриста, профессора Казанского университета Л. Ф. Камбека. По окончании 2-й казанской гимназии (1838) учился на юридическом факультете Казанского университета.
Издавал в 1859—1860 году журнал «Семейный круг», переименованный в 1861 году в «Петербургский вестник».
Автор популярных юридических книг. Камбеку принадлежит также брошюра: «Ответ русского на французскую брошюру: Император, Польша и Европа» (СПб., 1863).